# Хамберге
Хамберге (њем. Hamberge) општина је у њемачкој савезној држави Шлезвиг-Холштајн. Једно је од 55 општинских средишта округа Штормарн. Према процјени из 2010. у општини је живјело 1.392 становника. Посједује регионалну шифру (AGS) 1062025.

## Географски и демографски подаци
Хамберге се налази у савезној држави Шлезвиг-Холштајн у округу Штормарн. Општина се налази на надморској висини од 13 метара. Површина општине износи 6,7 km². У самом мјесту је, према процјени из 2010. године, живјело 1.392 становника. Просјечна густина становништва износи 207 становника/km².